# Darkest White
Darkest White è il settimo album della gothic metal band norvegese Tristania. È stato pubblicato sotto l'etichetta Napalm Records. La data di uscita ufficiale era il 31 maggio 2013 in Europa e l'11 giugno per il resto del mondo. L'album è stato pubblicato in CD tradizionale e digipack, che include la bonus track "Cathedral".

## Copertina
La copertina è stata creata da Eliran Kantor, artista inglese noto per il suo lavoro con le cover di altri gruppi metal. La band voleva una copertina oscura e inquietante e Kantor è riuscito a cogliere i desideri della band adattanbdo la veste grafica al tema musicale del disco e ai testi delle canzoni.

## Tracce
1. Number – 4:45
2. Darkest White – 3:25
3. Himmelfall – 5:47
4. Requiem – 5:29
5. Diagnosis – 5:02
6. Scarling – 5:18
7. Night on Earth – 3:36
8. Cathedral (Bonus track) – 3:31
9. Lavender – 5:11
10. Cypher – 5:43
11. Arteries – 4:11